# Orienscopia
Orienscopia is een geslacht van rechtvleugeligen uit de familie Proscopiidae. De wetenschappelijke naam van dit geslacht is voor het eerst geldig gepubliceerd in 2000 door Bentos-Pereira.

## Soorten
Het geslacht Orienscopia omvat de volgende soorten:
- Orienscopia angustirostris Brunner von Wattenwyl, 1890
- Orienscopia costulata Burmeister, 1880
- Orienscopia sanmartini Bentos-Pereira, 2000